# Nepaloserica yeti
Nepaloserica yeti är en skalbaggsart som beskrevs av Ahrens 1999. Nepaloserica yeti ingår i släktet Nepaloserica och familjen Melolonthidae. Inga underarter finns listade i Catalogue of Life.